# Suzay
Suzay – miejscowość i gmina we Francji, w regionie Normandia, w departamencie Eure.
Według danych na rok 1990 gminę zamieszkiwało 175 osób, a gęstość zaludnienia wynosiła 43 osoby/km² (wśród 1421 gmin Górnej Normandii Suzay plasuje się na 726. miejscu pod względem liczby ludności, natomiast pod względem powierzchni na miejscu 765.).